# Ajuga iva
Pour les articles homonymes, voir Iva.
Espèce
Ajuga iva est une espèce de plantes à fleurs de la famille des Lamiacées, du genre Ajuga. C'est une plante herbacée trouvée en Europe, en Asie et en Afrique du Nord. Elle est également connue sous le nom d’Ivette musquée, Germandrée musquée ou Bugle fausse ivette (la "vraie" Ivette étant Ajuga chamaepitys), elle est appelée Chandgoura en arabe marocain.

## Description
Il s'agit d'une plante à fleurs généralement rose pâle. Toute la plante est velue, y compris la base de la fleur et des étamines.
La base de la tige est ligneuse. Les feuilles sont de forme linéaire à légèrement lancéolée.

## Répartition et habitat
La plante est trouvée en Europe, en Asie et en Afrique du Nord.
Au Maroc, elle est très abondante dans l'étage bioclimatique aride et semi-aride. Elle a été observée même dans les zones sub-humide et humide.
On la trouve sur les sols sec et caillouteux, au bord des pistes, friches et lieux herbeux secs.

## Utilisations
On lui attribue aussi des vertus médicinales (hypotenseur, hypoglycémiante, etc.). c'est une plante réputée présenter un large spectre d’activités pharmacologiques ; elle est diurétique; hypoglycémique, hypolipidemique, antihypertensive et vasodilatatrice, elle est considérée comme une panacée au Maghreb[réf. nécessaire]. La pharmacopée marocaine comme panacée (panacée), et spécifiquement pour les troubles gastro-intestinaux et le diabète[Lequel ?], et comme anthelminthique. 
Sur le modèle animal, expérimentalement, elle ne présente pas de toxicité aiguë ni chronique.